# كيسي دوغلاس
كيسي دوغلاس (بالإنجليزية: Kasey Douglas)‏ هو لاعب كرة قدم بريطاني في مركز الهجوم، ولد في 8 أبريل 2000 في هانتينغدون ‏ في المملكة المتحدة. لعب مع نادي بيتربورو يونايتد.

## وصلات خارجية
- كيسي دوغلاس على موقع قاعدة بيانات كرة القدم.إي يو (الإنجليزية)
- كيسي دوغلاس على موقع Soccerbase.com (لاعب) (الإنجليزية)
- كيسي دوغلاس على موقع Soccerway.com (الإنجليزية)